# Institut pour la reconstruction industrielle
L'Institut pour la reconstruction industrielle (en italien : Istituto per la Ricostruzione Industriale, IRI) était une holding publique italienne créée en 1933 et définitivement liquidée en 2000 après un processus de privatisation de sept ans.
Créé par le régime fasciste pour sauver les principales banques italiennes de la faillite, l'IRI est originellement conçu comme une structure de défaisance. En 1937, il est cependant transformé en holding publique.

## Historique

### Fondation
L'Institut pour la Reconstruction Industrielle est établi en 1933 par l'économiste Alberto Beneduce, ancien ministre social-réformiste qui — sans prendre la carte du Parti fasciste — avait opté pour la collaboration avec le régime de Mussolini.
Il répond à la volonté du gouvernement de sauver de la faillite les principales banques italiennes : Banca Commerciale Italiana, Credito Italiano et Banco di Roma. Déjà frappées par la crise de déflation de 1926, ces banques avaient fortement souffert de la crise économique mondiale, qui atteint l'Italie en 1931, au point qu'elles risquaient de tomber en faillite. Pour éviter cette éventualité, l'État les racheta et devint ainsi propriétaire des nombreuses entreprises industrielles contrôlées par ces trois banques. 
C'est ainsi que l'IRI, et donc l'État italien, devint propriétaire de plus de 20 % de la totalité de la capitalisation en actions nationales et, de fait, le principal entrepreneur, allant des chantiers navals au secteur automobile (avec Alfa Romeo), et le principal banquier italien.

### Transformation
Initialement, l'IRI devait être une structure provisoire dont la mission était limitée à la liquidation des activités ainsi acquises. Mais en 1937 le gouvernement transforma l'IRI en une institution publique pérenne. Ce choix fut confirmé par les gouvernements démocratiques ultérieurs qui développèrent l'IRI et le réorganisèrent par branches d'activités, en faisant de fait une holding d'État gigantesque et tentaculaire

### Disparition
À partir de 1993, le gouvernement italien engage une politique de privatisation des activités industrielles publiques, qui conduit à la liquidation de l'IRI en 2000. Le portefeuille d'activités résiduel est transféré à la société Fintecna, contrôlée par le ministère de l'Économie et des Finances.

## Composition de l'IRI
L'IRI était composé en dix branches d'activités distinctes qui formaient elles-mêmes chacune une holding :
- sidérurgie : Finsider, qui regroupait plusieurs grandes entreprises et notamment :
  - Italsider, une des plus grandes industries sidérurgiques européenne dans les années 1970, couvrant plus des deux tiers de la production italienne d'acier,
  - Dalmine, producteur et grand exportateur de tubes en acier sans soudures (renommé depuis Tenaris),
  - les aciéries de Terni, une des plus anciennes sociétés sidérurgiques italiennes, créée au XIXe siècle (reprise depuis par ThyssenKrup) ;
- ciment avec Cementir, production de ciment avec réutilisation de dérivés sidérurgiques ;
- mécanique : Finmeccanica, qui a compté dans son portefeuille :
  - Alfa Romeo jusqu'en 1987, date de la cession au groupe FIAT Auto,
  - Ansaldo-San Giorgio, spécialiste de la construction mécanique lourde comme les centrales électriques, hydrauliques, thermiques et nucléaires, et spécialiste en électrotechnique,
  - Selenia, spécialisée dans les technologies spatiales et dans les systèmes de défense - missiles - qui fusionnera avec Aeritalia pour donner naissance à Alenia ;
- chantiers navals : Fincantieri, qui regroupe tous les grands chantiers navals italiens réunis sous le label Italcantieri. C'est aujourd'hui le premier en Europe et le 3e mondial ;
- transports maritimes : Finmare, contrôle et coordonne toutes les grandes sociétés italiennes : Italia, Adriatica, Tirrenia et Lloyd Triestino, plus ses filiales étrangères ;
- transports aériens : Alitalia, compagnie nationale et ses filiales comme ATI pour les vols intérieurs ;
- autoroutes : Autostrade, qui est encore aujourd'hui le premier exploitant de réseau d'autoroutes en Europe ;
- banques et finances : le secteur regroupait toutes les banques et instituts de crédit italiens : Banca Commerciale Italiana, Credito Italiano, Banco di Roma, Banco di Santo Spirito ;
- télécommunications : à l'origine SIP qui utilisa les fonds liés à la nationalisation des sociétés d'électricité italiennes pour acheter la société financière STET et ses concessionnaires de téléphone STIPEL, TELVE, TIMO et TETI. Aujourd'hui devenue Telecom Italia et Telecom Italia Mobile ;
- radio communication : RAI et RAI-TV ;
- institut de recherche (télécommunications): CSELT ;
- entraînement : Scuola Superiore Guglielmo Reiss Romoli.

## Les effectifs salariés
| Année | Salariés |
| ----- | -------- |
| 1938  | 201 577  |
| 1950  | 218 529  |
| 1960  | 256 967  |
| 1970  | 357 082  |
| 1980  | 556 659  |
| 1985  | 483 714  |
| 1995  | 263 000  |